# Власне українська лексика
Власне українська лексика (незапозичена, корінна, споконвічна, питома лексика) — це слова, які виникли в українській мові надзвичайно давно, з появою тих понять, які вони позначають. До споконвічної лексики належать слова, що позначають лічбу, назви місяців, дії, частини тіла, спорідненість, членів сім'ї, психічні стани, якості людини, предмети, продукти, тварин тощо.[неавторитетне джерело]
Власне українська лексика — це слова, що витворилися в українській мові після спільнослов'янської мовної єдності, засвідчені в історичних пам'ятках, художніх творах українського народу. Вони становлять основу української лексики і формують національні ознаки мови.[неавторитетне джерело]
Українська мова належить до східнослов'янської підгрупи слов'янських мов індоєвропейської мовної родини. Лексика сучасної української мови складається з питомих та іншомовних слів. До складу питомої, або успадкованої лексики належать слова, спільні для всіх індоєвропейських мов (мати, батько, серце, дім, бути, жити); слова, наявні в усіх слов'янських мовах (ліс, липа, весна, соловей, знати); спільносхіднослов'янські слова (сизий, темний, дядько, кішка, сьогодні); власне українські слова, що виникли в період самостійного існування (кисень, віхола, мрія, добробут, багаття, батьківщина, чарівний, линути, мабуть).
Власне українськими є слова, що виникли на украïнському ґрунті. Їх немає в інших мовах, як-от: мрія, лiтак, освіта, паляниця, кремезний, розкішний, чарівний.[джерело?] Власне українська лексика відображає національні особливості української мови.
Власне українська лексика є найчисленнішим розрядом, бо сюди належить не лише слова, яких немає в інших мовах (нісенітниця, ремствувати, хист), а й велика кількість утворень від спільних з іншими мовами коренів. Наприклад: агроном — агрономія, агрономічний, агро-максимум, агромінімум; гарбуз — гарбузиння, гарбузовий.
До власне українських термінів належать ті, які утворено в мовному шарі протягом різних періодів розвитку літератури й літературознавства і сформовано на базі власне української лексики або за допомогою давніх запозичин з індоєвропейської чи спільнослов'янської доби, які нині сприймаємо як питомі українські лексеми. Наприклад: дневник, писателька, образок, письменство, малюнок, розділ, казка, думка, приказка. Серед цих терміноодиниць є такі, що утворено на базі власне українських лексем, але способом вторинної номінації. Тобто — це терміни, які перейшли з однієї царини вживання до іншої, наприклад, образок, малюнок, думка.
Власне українські слова виникли на українському мовному ґрунті після розпаду давньоруської єдності слов'ян і утворення двох народів — українського, білоруського . Це такі слова, як: вареники, сніданок, галушки, паляниця, борщ, корж; смуга, вибалок; мрія; козачок, козацтво; баритися, очолити, линути; кремезний, розкішний, чарівний.
Однією з граней самобутності і краси будь-якої мови є її лексична неповторність. Власне українська лексика якраз і відображає національні особливості української мови. Саме цю лексику упродовж століть підступно намагалися знівечити, затушувати, замовчати, відсуваючи її на задній план, облудно чіпляючи до слів ярлик застарілості, вилучаючи їх зі словників і повсякденного вжитку. Тому для відродження української мови є дуже важливим широке використання у мовленні такої лексики.

## Історія
Деякі українські вчені, письменники, громадські діячі XIX ст., напр. І. Огієнко, І. Нечуй-Левицький, Б. Грінченко, мовознавці XX—XXI ст., піклуючись про чистоту мови, наполягали на доречності заміни запозичених слів власними. Ця теорія відображена і в деяких тлумачних словниках. Ю. Шевельов звертав увагу на те, що українська мова у своїй історії показала, що напливи чужих слів, виразів чи конструкцій їй не шкодять. Він нагадав, що у XVI, XVII і XVIII ст. українська мова була відкрита для запозичень із польської мови, частина з яких «прийнялася», а частина була відкинута, хоч загалом цей процес пішов на користь українській мові. Але на користь він пішов саме тому, що у XIX і на поч. XX ст. була здійснена велика робота вчених-мовознавців над упорядкуванням української літературної мови, забезпеченням її чистоти.

## Обсяг і семантико-стилістична структура
За обсягом і семантико-стилістичною структурою власне українська лексика є найпоширенішим та найрізноманітнішим пластом корінної лексики української мови. Ці слова можуть бути різного походження і різної давності, але закріпилися в українській мові в період її формування та розвитку. Ця лексика виражає специфіку української мови на лексичному рівні в зіставленні з іншими слов'янськими мовами. До таких слів можна віднести: людина, держава, громада, приміщення, борщ, гай, будинок, свита, віхола, щоденник та багато інших.
До складу власне української лексики належать слова, що означають місцевість: вибалок, гай; час: щодня, година, щогодини; відносини між людьми, суспільні явища: рада, громадянин, урядовець, панування, володар, глитай; явища природи: кисень, повітря; побут, страви: очіпок, клуня, сніданок, вареники, галушки, паляниця; назви тварин: курка, лоша, качка, каченя, курча, цуценя; назви ознак, якостей, процесів: коханий, яскравий, чарівний, гартувати, лаятися. Крім того, виразними індивідуальними рисами української мови виступають численні й різноманітні слова, що називають ознаку дії, стану: осторонь, наздогад, слідком, біжком, вистрибом, притьмом, нишком, назирцем, бігцем, миттю, ницьма, крадькома, навпростець, наввипередки, навпомацки, завбільшки, завширшки, сторчака, знестяму, обмаль, горілиць, віч-на-віч, удосвіта, надвечір, заздалегідь, торік, позаторік, вряди-годи та інші.
Серед власне українських слів є чимало прислівників: зопалу, навпростець, осторонь, заздалегідь, навперейми, зрештою, наодинці, вранці, влітку, взимку, праворуч, нашвидкуруч, обіруч, мимохідь, торік, споконвіку. Тільки в українській мові є прийменники біля, від, посеред, між, задля, коло, щодо; сполучники та, бо, чи, аби, або, проте, зате, якщо, якби, наче, мов, ніби, ніж, дарма що, незважаючи на те що; частки хай, невже, хіба, майже, навіть.
Слова власне української лексики легко виділити в такий спосіб: якщо слово не має виразних ознак запозичення і в російській мові перекладається іншим, то є підстави вважати його власне українським: багаття, безтямний, бешкетник, блазень, блискучий, бондар, вантаж, врозтіч, втратити, вручатися, вщухати, галасувати, глузд, голота, гомін, горілиць, дебелий, докір, дозрівання, долівка, жоржина, завдяки, завірюха, загальний, закид, занехаяти, започаткувати, звернутися, звідусіль, звіт, зворушливий, згуртуватися, здатний, капосний, кволий, кисень, кліпати, коваль, кожух, косовиця, кравець, крадькома, красень, кремезний, крижень, крислатий, куліш, ласощі, лелека, либонь, линути, майоріти, марно, мереживо, хвиля, мрія, гарний, нишком, навпростець та інші.

## Ознаки
Власне українські слова можна розпізнати за фонетичними і граматичними ознаками:
1. чергування [о], [е] з [і]: село — сільський, чоло — чільний;
2. зміна [е] на [о] після шиплячих та [й]: женити — жонатий;
3. наявність суфіксів -ник, -івник, -ець, -овець(-івець), -ій, -ень, -ищ, -от, -шн, -неч, -анн, -енн, -інн, -ач, -аль, -ив, -иськ, -юк, -ар, -езн, -елезн, -ісіньк, -есеньк, -юсіньк, -ощ: візник, комірник; промовець; плаксій, водій; днище, горище; голота, босота; дітлашня; ворожнеча; зростання; знищення; горіння; викладач; скрипаль; печиво; хлопчисько; злюка; нездара; старезний; довжелезний; гарнісінький; малесенький; тонюсінький; ласощі;
4. наявність префіксів су-(сузір ’я); перед-(передчасно); по-(подвір ‘я, посадити); прі-(прірва, прізвище).

Власне українська лексика має:
- звукосполучення оро, оло, ере, еле: голова, берег, золото, город.
- наявність суфіксів -ник, -івник, -ець, -овець (-івець), -ій, -ень, -ищ, -от, -шн, -неч, -анн, -енн, -інн, -ач, -аль, -ив, -иськ, -юк, -ар, -езн, -елезн, -ісіньк, -есеньк, -юсіньк, -ощ: комірник, промовець, водій, днище, босота, дітлашня; ворожнеча, зростання, знищення, горіння, викладач, скрипаль, печиво, хлопчисько, злюка, нездара, старезний, довжелезний, гарнісінький, малесенький, білесенький, тонюсінький, ласощі.
- наявність префіксів су-, перед-, по-, прі-: сузір'я, передчасно, посадити, прізвище.

## Лексика української мови за походженням
В лексиці української мови за походженням розрізняють слова: успадковані з попередніх періодів розвитку нашої мови, власне українські та запозичені з інших мов.
Українська мова запозичувала з інших мов слова та окремі елементи.
Запозичення йшли усним та писемним шляхом і в різні історичні періоди. Тому багато запозичень уже втратили ознаки своєї первісної мови і стали цілком українськими словами. Такими є грецизми: вишня, огірок, лиман, левада тощо. Тільки науковий етимологічний (за походженням) аналіз може показати, з якої мови прийшло слово і що воно в тій мові означало.
Більшість сучасних українських імен також є запозиченнями. Крім початкових звуків а, ф, грецькі запозичення можуть позначатися наявністю звукосполучень пс, кс (психолог).
| Власне українські слова                                                                            | Іншомовні (запозичені) слова |
| -------------------------------------------------------------------------------------------------- | --- |
| 1. назви родинних зв'язків (мати, дочка, брат);                                                    | 1. старослов'янізми (храм, древо, прах, раб, єдиний, приязнь, учитель, горидня, возвеличити, воздвигнути, предтеча, соратник, благословенний, вождь тощо) |
| 2. назви частин людського тіла (мозок, брова, вухо)                                                | 2. грецизми (корабель, кедр, кипарис, крокодил, монастир, граматика, логіка, філософія, бібліотека, театр тощо) |
| 3. назви диких і свійських тварин, птахів, риб, комах (свиня, вовк, гуска, вугор, оса);            | 3. латинізми (алібі, імперія, коефіцієнт, дисципліна, абітурієнт тощо) |
| 4. назви рослин (дерево, дуб, ясен);                                                               | 4. тюркізми (аркан, аршин, байрак, товар, сарай, козак, балик, чабан тощо) |
| 5. назви житла та його частин (дім, двері, двір);                                                  | 5. з німецької мови (дякую, ґрунт, фарба, цегла, шахта, бутерброд, гросмейстер тощо) |
| 6. назви небесних світил, часу і явищ природи (Сонце, Місяць, день, ніч, весна, дощ);              | 6. з французької мови (квартира, міністр, аташе, ампула, сюжет, вестибуль, флакон, вуаль тощо) |
| 7. назви основних дій і процесів (іти, везти, жити, їсти, пити);                                   | 7. з англійської мови (грейдер, комбайн, спонсор, біфштекс, тренер, клуб, трамвай, тролейбус тощо); |
| 8. назви основних якостей (довгий, світлий, вузький);                                              | 8. з інших мов: нідерландської (бакен, кіль, лоцман, трап); італійської (алегро, віолончель, композитор, піаніно, соната тощо); іспанської (карамель, москіти); норвезької (сага); ісландської (гейзер); російської (завод, рудник, декабрист, кадет, чекіст, болт, затвор, гучномовець, держплан). |
| 9. віддієслівні іменники на -ННЯ (вагання, одруження);                                             | |
| 10. відприкметникові іменники на –ІСТЬ (більшість, рівність, старанність);                         | |
| 11. іменники — назви людей за їх діяльністю із суфіксами -НИК, -АЧ, -ІЙ (гірник, викладач, водій); | |
| 12. дієслова із суфіксом -УВА- (виконувати, заковувати);                                           | |
| 13. дієслова з префіксами ПЕРЕД-, ПОПІД-, ЗНЕ- (передбачити, попідгортати, знесилити).             | |

### Незапозичена лексика
Основну частину лексики української мови становлять не-запозичені українські слова. їх у мові приблизно 90 відсотків. До них належать успадковані найдавніші індоєвропейські слова, спільні для багатьох індоєвропейських мов (санскриту, грецької, латинської, германських, романських, слов'янських та ін.); праслов'янські слова, спільні для всіх або більшості слов'янських мов; і власне українські слова, утворені безпосередньо тією частиною слов'янської людності, яка сформувала українську націю.
Дуже тісні контакти українська мова мата з російською. Унаслідок цього постали російські запозичення (значну кількість серед них становлять так звані радянізми, тобто слова, утворені в радянський час): завод, чиновник, рудник, піхота, начальник, паровоз, указ, законопроєкт, воєнрук, політрук, комсомолець, вищестоящий, передовик, ударник, більшовик, трудодень, суботник, чекіст, комсорг.
Російська мова справила на українську й негативний вплив. У результаті тривалої русифікації в українському мовленні часто вживаються русизми. Інколи неможливо сказати, російська це мова чи українська. Така мішана мова здобула назву суржик.
Кількісно найбільший і найрізноманітніший шар питомої української лексики становлять слова, які почали виникати ще в процесі формування тих діалектів, шо лягли в основу української мови, і творення яких не припиняється й досі, тобто власне українські слова. Більшість цих слів виникла й виникає на лексичному матеріалі, успадкованому від спільноіндоєвропейської та праслов'янської мов, а також давно засвоєних запозичень. Ці слова переважно похідні. Вони стосуються всіх сфер життя, наприклад:
а) суспільно-політична лексика: громада, громадянин, володар, власність, промовець, працівник, гурток, осередок, ланка, справочинство, самодіяльний;
б) назви будівель та їхніх частин: будинок, приміщення, підлога, поміст, одвірок, віконниця, горниця, покуття, присінок, корівник, пташарня, садиба, хвіртка, причілок, підмурівок;
в) назви страв і напоїв: борщ, вареники, голубці, локшина, галушки, лемішка, холодець, затірка, мйчанка, млинці, корж, бублик, пампушки, деруни, узвар, куліш, вергуни, січеники, крученики, завиванець;
г) назви одягу і взуття: штани, спідниця, сорочка, запаска, хустка, стрічка, намисто, капелюх, бриль, чобіт, черевик, сап'янці;
ґ) назви предметів побуту: рядно, скатерка, рушник, мішок, кошик, коромисло, коцюба, віжки, оброть;
д) сільськогосподарська лексика: урожай, скирта, ярина, озимина, сіножать, жниварка, молотарка, сівалка, віялка, олійниця, цукроварня, оранка, зажинки, обжинки, рільництво, тваринництво, хлібороб, сіяч, тваринник, пасічник, смородина, порічки, суниця, полуниця, гречка;
є) абстрактна й наукова лексика: мрія, поступ, довір 'я, освіта, виховання, промисловість, підприємство, кисень, водень, підручник, іспит.